# Râul Cărbunăria
Râul Cărbunăria este un curs de apă, afluent al râului Vasluieț. 